# Бронікув (Велюнський повіт)
Бронікув (пол. Broników) — село в Польщі, у гміні Вешхляс Велюнського повіту Лодзинського воєводства.
Населення — 85 осіб (2011).
У 1975-1998 роках село належало до Серадзького воєводства.

## Демографія
Демографічна структура станом на 31 березня 2011 року:
|          | Загалом | Допрацездатний вік | Працездатний вік | Постпрацездатний вік |
| -------- | ------- | ------------------ | ---------------- | -------------------- |
| Чоловіки | 45      | 5                  | 34               | 6                    |
| Жінки    | 40      | 3                  | 22               | 15                   |
| Разом    | 85      | 8                  | 56               | 21                   |